# Damernas stafett vid världsmästerskapen i nordisk skidsport 2011
Damernas stafett vid Skid-VM 2011 avgjordes den 3 mars 2011 kl. 14:00 (lokal tid, CET) i Holmenkollen, Norge. Fyra tävlande från samma nation åkte en sträcka på 5 km = 4 x 5 km.
 Guldmedaljörer blev Norge, laget bestod av Vibeke Skofterud, Therese Johaug, Kristin Størmer Steira och Marit Bjørgen.

## Tidigare världsmästare
| År   | Ort           | Mästare  |
| ---- | ------------- | -------- |
| 2001 | Lahtis        | Ryssland |
| 2003 | Val di Fiemme | Tyskland |
| 2005 | Oberstdorf    | Norge    |
| 2007 | Sapporo       | Finland  |
| 2009 | Liberec       | Finland  |

## Resultat
| Placering | Namn                                                                            | Land      | Tid     |
| --------- | ------------------------------------------------------------------------------- | --------- | ------- |
| 1         | Vibeke Skofterud, Therese Johaug, Kristin Størmer Steira och Marit Bjørgen      | Norge     | 53:30.0 |
| 2         | Anna Haag, Ida Ingemarsdotter, Britta Johansson Norgren och Charlotte Kalla     | Sverige   | 54:06.1 |
| 3         | Pirjo Muranen, Aino-Kaisa Saarinen, Riitta-Liisa Roponen och Krista Lähteenmäki | Finland   | 54:29.8 |
| 4         | Marianna Longa, Antonella Confortola Wyatt, Silvia Rupil och Arianna Follis     | Italien   | 54:56.1 |
| 5         | Stefanie Böhler, Katrin Zeller, Evi Sachenbacher-Stehle och Nicole Fessel       | Tyskland  | 55:11.8 |
| 6         | Valentina Novikova, Alija Iksanova, Julija Tjekaljova och Olga Mikhailova       | Ryssland  | 55:45.4 |
| 7         | Anja Erzen, Petra Majdič, Vesna Fabjan och Barbara Jezersek                     | Slovenien | 55:53.0 |
| 8         | Ewelina Marcisz, Justyna Kowalczyk, Paulina Maciuszek och Agnieszka Szymanczak  | Polen     | 56:19.2 |
| 9         | Kikkan Randall, Holly Brooks, Liz Stephen och Jessie Diggins                    | USA       | 56:24.7 |
| 10        | Madoka Natsumi, Masako Ishida, Yuki Kobayashi och Michito Kashiwabara           | Japan     | 56:25.8 |
| 11        | Elena Kolomina, Oxana Jatskaja, Tatjana Roshina och Svetlana Malahova-Sjisjkina | Kazakstan | 56:31.2 |
| 12        | Kateryna Hryhorenko, Lada Nesterenko, Valentyna Sjevtjenko och Maryna Antsybor  | Ukraina   | 56:62.6 |